# Bulbophyllum signatum
Bulbophyllum signatum är en orkidéart som beskrevs av Jaap J. Vermeulen. Bulbophyllum signatum ingår i släktet Bulbophyllum och familjen orkidéer. Inga underarter finns listade i Catalogue of Life.